# روز خیابان کریستوفر

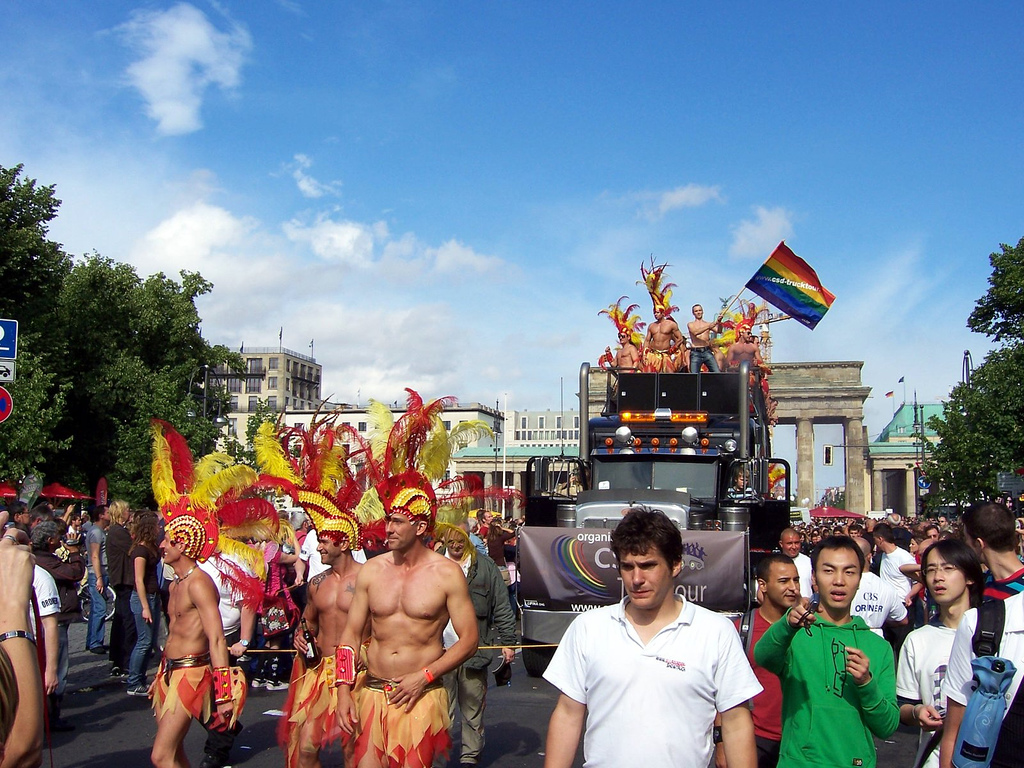
روز خیابان کریستوفر، یا رژه افتخار برلین

روز خیابان کریستوفر (انگلیسی: Christopher Street Day) که به اختصار CSD نوشته می‌شود، جشن سالانهٔ دگرباشان و راهپیمایی است که در چندین شهر اروپایی برای دگرباشان جنسی و علیه تبعیض و محروم‌سازی انجام می‌گیرد. این روز در آلمان و سوئیس همان روز غرور همجنس‌گرایان یا رژهٔ همجنس‌گرایان است. در اتریش، رژهٔ همجنس‌گرایان را رژهٔ رنگین‌کمان می‌نامند. از برجسته‌ترین رویدادهای روز خیابان کریستوفر می‌توان به رژهٔ همجنس‌گرایان در برلین، هامبورگ، و کلن، در آلمان، و زوریخ در سوئیس اشاره کرد.

## تاریخچه

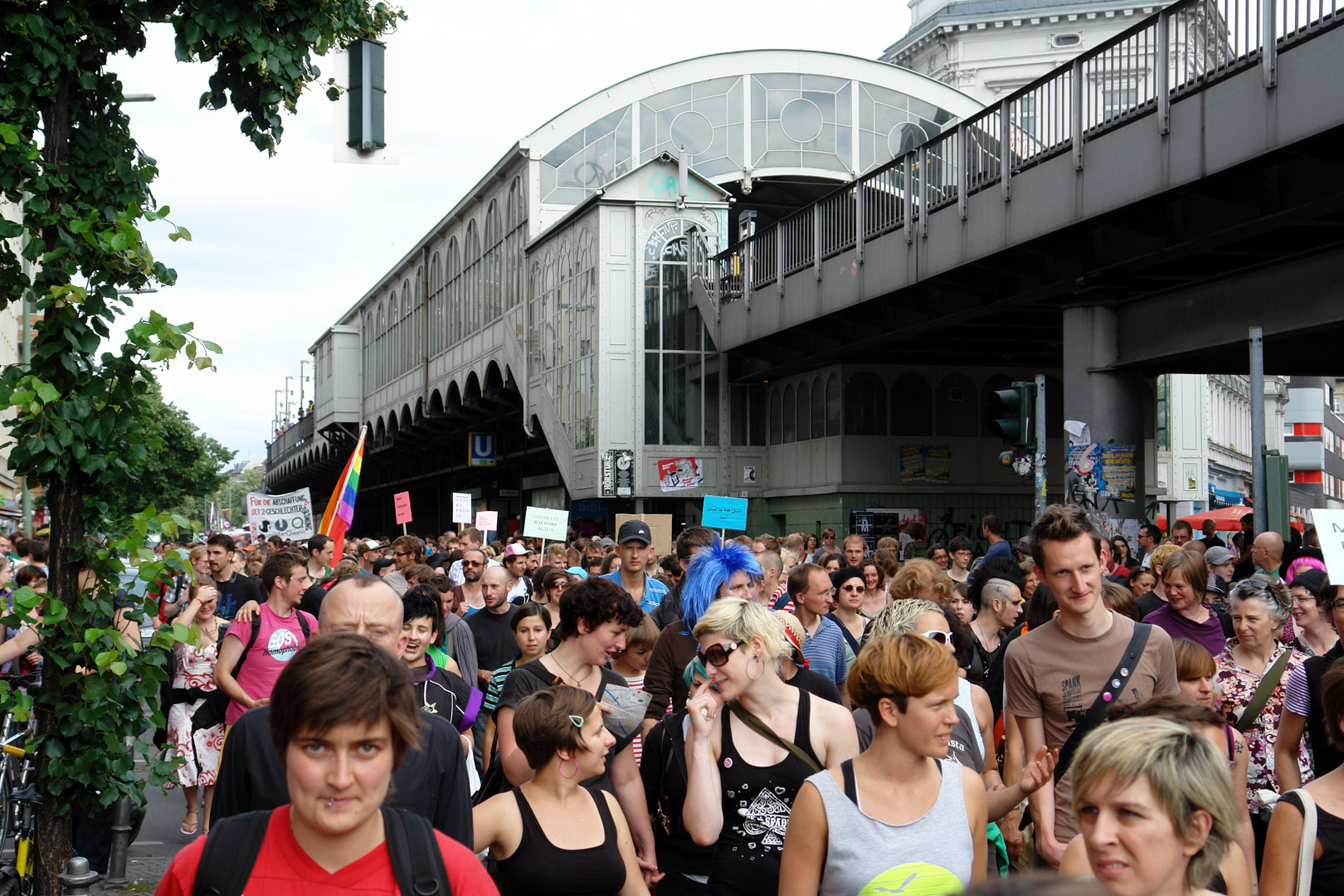
رژه افتخار کرویتسبرگ که رویداد کوچک‌تری در برلین است.

راهپیمایی روز خیابان کریستوفر به یاد شورش‌های استون‌وال که نخستین خیزش دگرباشان جنسی در مقابل یورش پلیس بود، برگزار می‌شود. این شورش‌ها در ۲۸ ژوئن ۱۹۶۹ از بار استون‌وال در خیابان کریستوفر در دهکده گرینویچ منطقهٔ منهتن نیویورک آغاز شدند. در ۲۸ ژوئن ۱۹۷۰، روز آزادی خیابان کریستوفر در نیویورک و انجمن غربی خیابان کریستوفر در لس آنجلس، به مناسبت نخستین سالگرد شورش‌های استون‌وال، نخستین رژهٔ افتخار در ایالات متحده را برگزار کردند. از آن زمان، نیویورک و لس آنجلس هرساله در آخرین یکشنبهٔ ژوئن این روز را گرامی داشته‌اند. برگزاری راهپیمایی در تابستان به‌منظور حمایت از حقوق دگرباشان جنسی به یک سنت بدل شده‌است. نخستین روز خیابان کریستوفر در آلمان، در ۱۹۷۹ میلادی در برلین برگزار شد. رژه‌های پیش از آن نام‌های متفاوتی داشتند. نخستین رژهٔ ثبت‌شدهٔ آلمان در ۲۹ آوریل ۱۹۷۲ در مونستر انجام شد. نخستین رژه در سوئیس در ۲۴ ژوئن ۱۹۷۸ در زوریخ با نام «روز یادآوری آزادی خیابان کریستوفر» برگزار گردید.